# المظليون الإسرائيليون عند حائط البراق

الصورة

المظليين عند حائط البراق هي صورة أيقونية التقطت في 7 يونيو 1967 بواسطة ديفيد روبينجر. تم التقاط الصورة من زاوية منخفضة، وهي تصور ثلاثة مظليين إسرائيليين تم تأطيرهم في مواجهة حائط البراق في البلدة القديمة بالقدس، بعد وقت قصير من الاستيلاء عليها من قبل القوات الإسرائيلية في حرب الأيام الستة. من اليسار إلى اليمين، الجنود الإسرائيليون الذين تم تصويرهم هم صهيون كاراسنتي، يتسحاق يفعات، وحاييم أوشري. وكان الجنود من جنود الاحتياط من الكتيبة 66، اللواء 55 مظليين.
قبل التقاط الصورة، كان المصور والمصور الصحفي الإسرائيلي روبنجر في مدينة العريش في شبه جزيرة سيناء عندما سمع إشاعة بأن شيئًا كبيرًا سيحدث في القدس. صعد على متن مروحية تقل الجنود الجرحى إلى بئر السبع، رغم أنه لم يعرف وجهتها في ذلك الوقت. تصادف وجود سيارته هناك، وقاد بقية الطريق، وفي أحد مراحل الرحلة، طلب من جندي قام بتوصيله، أن يقود السيارة لانه بدأ يشعر بالنعاس. وصل إلى البلدة القديمة وبعد زيارة سريعة مع أسرته، شق طريقه إلى الجدار. كانت المسافة بين الجدار والمباني التي أمامه ضيقة جدًا، لذا استلقى ليلتقط صورة للجدار نفسه، عندما سار المظليين بجانبه وأخذ عدة صور لهم.
بعد عشرين دقيقة، وصل الحاخام الرئيسي للجيش الإسرائيلي شلومو غورين إلى مكان الحادث ومعه شوفار وسفر التوراة، وعندها رُفع غورين على أكتاف الجنود. كان مشهدًا عاطفيًا وكان روبنجر يفضل ذلك على صورة الجنود امام الحائط، على الرغم من أن زوجته آني أخبرته أن «صورة الجنود الثلاثة» كانت أحسن.
كجزء من اتفاقه مع الجيش الإسرائيلي الذي سمح له بالوصول إلى الخطوط الأمامية، قام بتسليم الصورة السالبة إلى الحكومة، التي وزعتها على الجميع مقابل جنيه إسترليني فقط لكل منهما. ثم تمت القرصنة على نطاق واسع أيضًا. على الرغم من انزعاج روبنجر من سرقة عمله، إلا أن انتشار الصورة على نطاق واسع جعلها مشهورة. 
تولد الصورة عنصرًا عاطفيًا قويًا لدرجة أنها أصبحت رمزًا لإسرائيل. أعلن قاضي المحكمة العليا الإسرائيلية ميشائيل حيشين في عام 2001 أن الصورة «أصبحت ملكًا للأمة بأكملها».